# Ludwik Romuald Slaski
Ludwik Romuald Slaski (ur. 5 lutego 1818 w Trzebczu Szlacheckim, zm. 25 listopada 1898 w Toruniu) – polski działacz społeczny, działacz niepodległościowy, ziemianin, parlamentarzysta.

## Życiorys
Urodził się w rodzinie szlacheckiej herbu Grzymała. Był synem Mateusza Slaskiego i Heleny z domu Kruszyńskiej. Jego ojciec był znanym działaczem społecznym i niepodległościowym na Pomorzu, zasiadał w sejmie Księstwa Warszawskiego.
Ludwik Romuald Slaski ukończył gimnazjum w Toruniu, po którym odbywał praktyki rolnicze. Za namową ojca nie podjął studiów, postanowił zająć się rolnictwem. Otrzymał od ojca majątek w Nowej Wsi pod Golubiem w dzierżawę. W wieku 25 lat objął rodzinny majątek w Trzebczu Szlacheckim, w tym też czasie ożenił się z Heleną Biernawską. Był dobrym gospodarzem, wprowadzał nowe metody gospodarowania, powiększał swoje dobra i w 1855 roku zakupił majątek Orłowo za 121 tysięcy florenów.
Był bardzo aktywny społecznie i należał do wielu instytucji na Pomorzu lub je wspierał. Należał do Ligi Polskiej – członek Rady Prowincjonalnej Ligi Polskiej. W banku Donimirskiego Kalkstein-Łyskowskiego i Sp był prezesem rady nadzorczej, a także jednym z inicjatorów powołania Muzeum Polskiego w Toruniu.
Wieloletni wiceprezes i prezes Towarzystwa Pomocy Naukowej dla młodzieży Prus Zachodnich. Współzałożył Towarzystwo Rolnicze Ziemi Chełmińskiej. Wraz z siostrą Zofią Donimirską założył Towarzystwo Pomocy Naukowej dla dziewcząt. Współzakładał sejmiki gospodarcze w Toruniu. Podczas powstania styczniowego udzielał schronienia powstańcom, w okresie kulturkampfu wspierał polskich księży oraz polskie gazety na ziemi Chełmińskiej – "Gazetę Toruńską", "Przyjaciel ludu" i "Nadwiślanin".
Zasiadał w parlamencie Pruskim Reichstagu w latach 1871–1874, gdzie reprezentował powiat Chojnicki, zasiadał też w Pruskiej Izbie Panów od 1866 do 1888 roku. W 1872 roku oddał majątek Orłowo swojemu synowi Kazimierzowi Slaskiemu, zaś w 1884 roku rodowy majątek w Trzebczu Szlacheckim zapisał młodszemu synowi, Ludwikowi Maurycemu Slaskiemu.
Na stare lata przeniósł się do Torunia, gdzie zmarł w 1898 roku. Został pochowany w grobowcu rodzinnym w Trzebczu Szlacheckim.